# 陈朝霞
陈朝霞（1975年4月25日—），四川广汉人，中国女子曲棍球運動員，亦為中国国家女子曲棍球队成員，司职后卫。

## 簡歷
1987年进入四川省广汉市业余体校田径队。1991年改练曲棍球，同年进入四川省曲棍球队，1996年进入国家队，2008年奥运会随队获得银牌。